# 韩城古街房10号
韩城古街房10号位于中国陕西省渭南市韩城市金城街道金城大街中段东侧，是韩城老城区保存较好的传统店铺建筑，包括街房、前院、中院、后院等，已列为陕西省文物保护单位。

## 保护
2008年9月16日，韩城古街房10号由陕西省人民政府公布为第五批陕西省文物保护单位，编号5-3-26。